# Telmatobius niger
Espèce
Synonymes
- Telmatobius cinereus Noble, 1921

Statut de conservation UICN

 CR A2ace : 
En danger critique
Telmatobius niger est une espèce d'amphibiens de la famille des Telmatobiidae.

## Répartition
Cette espèce est endémique des Andes équatoriennes. Elle se rencontre sur les versants Pacifique et amazoniens, du bassin de Cuenca dans la province d'Azuay au nord de Juan Benigno Vela dans la province de Tungurahua, entre 2 496 et 4 000 m d'altitude.

## Publication originale
- Barbour & Noble, 1920 : Some Amphibians from North-Western Peru, with a Revision of the Genera Phyllobates and Telmatobius. Bulletin of the Museum of Comparative Zoology at Harvard College, vol. 63, p. 395-427 (texte intégral).